# Alekseï Vdovine
Pour les articles homonymes, voir Vdovine.
Alekseï Vladimirovitch Vdovine (en russe : Алексей Владимирович Вдовин), né le 17 juin 1963 à Penza (Union soviétique) et mort le 21 juillet 2022, est un joueur de water-polo russe.
Il remporte la médaille de bronze pour l'Équipe unifiée lors des Jeux olympiques de 1992 à Barcelone et la médaille d'or aux Championnats du monde de 1988.